# USS Charles F. Hughes (DD-428)
USS Charles F. Hughes (DD-428) là một tàu khu trục thuộc lớp Benson của Hải quân Hoa Kỳ đã phục vụ trong suốt Chiến tranh Thế giới thứ hai. Nó là chiếc tàu chiến duy nhất của Hải quân Hoa Kỳ được đặt tên theo Đô đốc Charles Frederick Hughes (1866-1934), Trưởng ban Tác chiến Hải quân.

## Thiết kế và chế tạo
Charles F. Hughes được đặt lườn tại Xưởng hải quân Puget Sound ở Bremerton, Washington vào ngày 3 tháng 1 năm 1938. Nó được hạ thủy vào ngày 16 tháng 5 năm 1940; được đỡ đầu bởi bà C. F. Hughes, và được cho nhập biên chế vào ngày 5 tháng 9 năm 1940 dưới quyền chỉ huy của Hạm trưởng, Thiếu tá Hải quân G. L. Menocal.

## Lịch sử hoạt động

### 1941
Sau các hoạt động huấn luyện tại vùng biển Caribe, Charles F. Hughes đi đến trình diện tại Newport, Rhode Island vào ngày 3 tháng 4 năm 1941 để tham gia các hoạt động của Hải quân Hoa Kỳ nhằm hỗ trợ Anh Quốc. Vào tháng 9, nó cùng các tàu khu trục khác nhận trách nhiệm hộ tống các đoàn tàu vận tải tại khu vực Tây Đại Tây Dương. Trong giai đoạn này, nó đã hai lần cứu vớt những người sống sót từ các tàu buôn bị đánh chìm. Khi hộ tống một đoàn tàu chuyển quân đưa binh lính Thủy quân Lục chiến sang chiếm đóng Iceland vào tháng 7 năm 1941, nó cứu được 14 người, bao gồm bốn y tá Hội Chữ thập đỏ, từ một tàu buôn Na Uy bị trúng ngư lôi; và vào ngày 16 tháng 10, nó vớt được bảy người trên một bè cứu sinh của một con tàu bị đánh chìm vài ngày trước đó.

### 1942
Sau khi Hoa Kỳ chính thức tham chiến do việc Đế quốc Nhật Bản bất ngờ tấn công Trân Châu Cảng vào ngày 7 tháng 12 năm 1941, Charles F. Hughes bảo vệ cho các đoàn tàu vận tải dọc theo vùng bờ Đông, vùng biển Caribe cũng như từ điểm hẹn giữa đại dương đến Iceland và New York. Từ ngày 30 tháng 4 đến ngày 19 tháng 5 năm 1942, nó thực hiện chuyến vượt Đại Tây Dương trọn vẹn cùng một đoàn tàu đến Belfast, Bắc Ireland, rồi quay trở về Boston, Massachusetts tiếp nối nhiệm vụ tại khu vực Tây Đại Tây Dương. Từ tháng 8, hoạt động chủ yếu của nó là hộ tống vận tải vượt đại dương, với điểm đến thường xuyên là Bắc Ireland. Đến ngày 2 tháng 11, nó khở hành từ New York hộ tống đoàn tàu vận tải UGF 2 đưa đợt tăng việc thứ nhất cho Chiến dịch Torch, cuộc đổ bộ của Đồng Minh lên Bắc Phi, đi đến Casablanca vào ngày 18 tháng 11, và tiếp tục tuần tra tại khu vực này trong một tháng trước khi quay trở lại nhiệm vụ hộ tống vận tải.

### 1943
Sang đầu năm 1943, Charles F. Hughes tham gia hộ tống các đoàn tàu vận tải UC và CU, gồm các tàu chở dầu đi lại giữa Tây Ấn thuộc Hà Lan và Anh Quốc. Chuyến đầu tiên khởi hành từ Londonderry Port vào ngày 15 tháng 2 hầu như phải chịu đựng liên tục các cuộc tấn công các "bầy sói" (wolfpack), một chiến thuật tấn công phối hợp đồng loạt của nhiều tàu ngầm U-boat Đức. Nó và các tàu hộ tống đã cố giữ sự tổn thất ở mức thấp nhất khi phản ứng nhanh chóng và hiệu quả, nên chỉ có một cuộc tấn công tàu ngầm vào đêm 23-24 tháng 2 xuyên thủng được hàng rào bảo vệ đoàn tàu. Nó hộ tống một đoàn tàu đi Casablanca và quay trở về New York trong tháng 11 và tháng 12 năm 1943.

### 1944
Vào ngày 4 tháng 1 năm 1944, Charles F. Hughes khởi hành từ Norfolk, Virginia để gia nhập Đệ Bát hạm đội tại Địa Trung Hải. Sau các hoạt động hộ tống vận tải tại Bắc Phi để hỗ trợ việc tập trung lực lượng, cho cuộc chiến nhằm giành quyền kiểm soát bãi đổ bộ tại Anzio đang diễn ra quyết liệt, nó lên đường vào ngày 7 tháng 2 đi lên phía Bắc đến căn cứ tại Naples. Cho đến đầu tháng 3, nó liên tục phải quay trở lại khu vực Anzio, tiến hành bắn phá bờ biển, tuần tra và bảo vệ, hỗ trợ cho binh lính Hoa Kỳ trên bờ đang phải chịu đựng sự phản công liên tục và quyết liệt của quân Đức. Từ ngày 3 tháng 3 đến ngày 4 tháng 4, chiếc tàu khu trục quay lại nhiệm vụ hộ tống vận tải tại vùng biển Bắc Phi và tuần tra tại Gibraltar, trước khi quay trở lại hoạt động tại Anzio, cho đến khi các hoạt động chiến sự phát triển ra ngoài bãi đổ bộ vào cuối tháng 5.

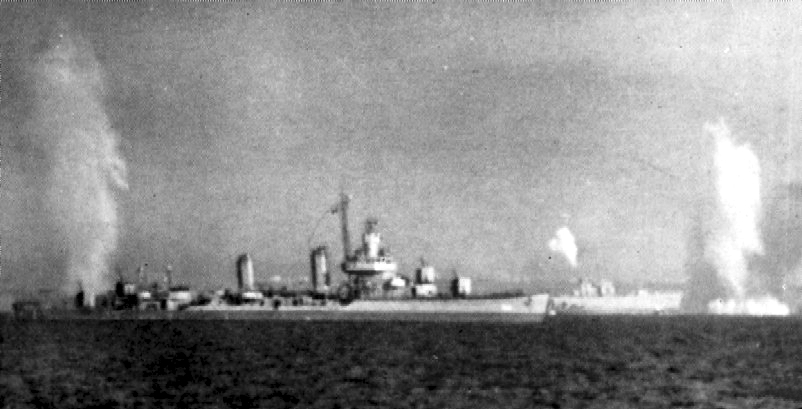
Charles F. Hughes chịu đựng không kích ngoài khơi Anzio, 1944.

Quay trở lại nhiệm vụ tuần tra chống tàu ngầm và hộ tống vận tải tại khu vực Tây Địa Trung Hải, Charles F. Hughes đi đến Naples vào ngày 30 tháng 7 để chuẩn bị cho Chiến dịch Dragoon, cuộc đổ bộ lực lượng Đồng Minh lên miền Nam nước Pháp. Đang khi bảo vệ cho sườn phía Tây của đội hình tàu bè ngoài khơi các bãi đổ bộ trong đêm 19-20 tháng 8, nó phát hiện ba xuồng phóng lôi E-boat Đức tìm cách xâm nhập qua hàng rào bảo vệ; hỏa lực của nó đã buộc hai chiếc phải mắc cạn và đánh chìm chiếc thứ ba. Sau khi bãi đổ bộ được cũng cố, chiếc tàu khu trục quay lại hoạt động tuần tra và hộ tống tại khu vực Tây Địa Trung Hải, đặc biệt là trong vịnh Genoa. Từ ngày 7 đến ngày 16 tháng 12, nó bắn pháo theo yêu cầu cho lực lượng trên bờ tại Monaco, một địa điểm trước đây được bỏ qua do tình trạng trung lập, nhưng phải tấn công do đã bị quân Đức xâm nhập.

### 1945
Charles F. Hughes quay trở về Xưởng hải quân Brooklyn để đại tu vào ngày 12 tháng 1 năm 1945, và sau một chuyến đi hộ tống cuối cùng đến Oran, đã lên đường nhận nhiệm vụ mới tại Mặt trận Thái Bình Dương. Nó đi đến Ulithi vào ngày 13 tháng 6, và trong thời gian còn lại của cuộc chiến tranh đã hộ tống các đoàn tàu vận tải đi đến Okinawa. Nó đã hiện diện trong vịnh Tokyo khi buổi lễ ký kết văn kiện Nhật Bản đầu hàng diễn ra trên thiết giáp hạm Missouri vào ngày 2 tháng 9 năm 1945. Trong suốt tháng 9 và tháng 10, nó di chuyển cùng các đoàn tàu từ Ulithi và Philippines đến các cảng Nhật Bản, và vào ngày 4 tháng 11 đã lên đường quay trở về nhà từ Tokyo, về đến Charleston, South Carolina vào ngày 7 tháng 12.
Charles F. Hughes được cho xuất biên chế vào ngày 18 tháng 3 năm 1946 và được đưa về lực lượng dự bị. Tên nó được cho rút khỏi danh sách Đăng bạ Hải quân vào ngày 1 tháng 6 năm 1969 và nó bị đánh chìm như một mục tiêu ngoài khơi Virginia vào ngày 26 tháng 3 năm 1969.

## Phần thưởng
Charles F. Hughes được tặng thưởng bốn Ngôi sao Chiến trận do thành tích phục vụ trong Thế Chiến II.